# Cừu lấy sữa Anh

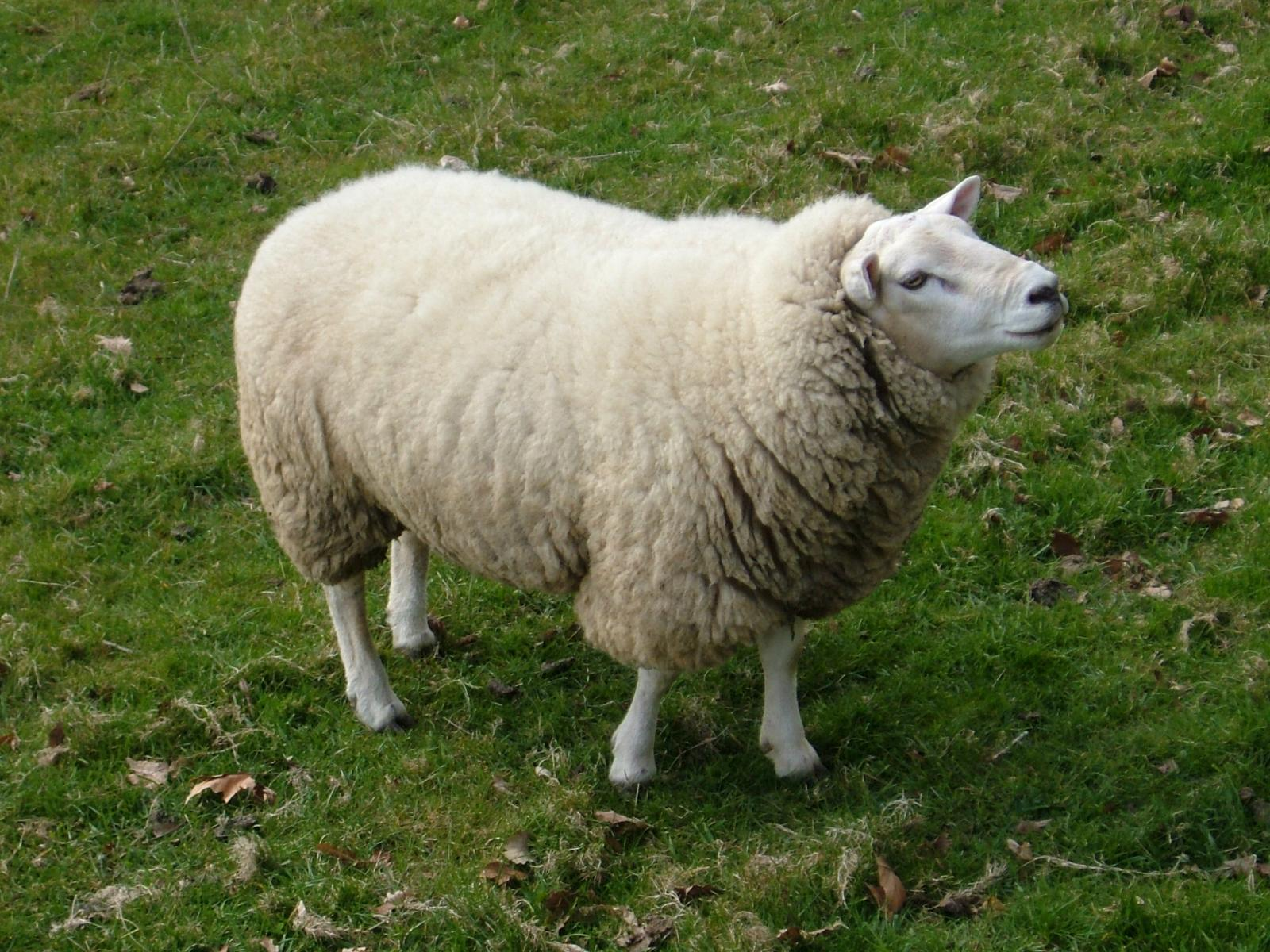
Một con cừu lấy sữa ở Ickworth Park

Cừu lấy sữa Anh (tiếng Anh: British Milksheep) ban đầu được biết đến như là cừu Alderbred và là một giống cừu thuần phát triển bởi Lawrence Alderson ở Wiltshire và Northumberland. Nó đã được xuất khẩu sang một số nước như Hungary, Pháp và Hy Lạp, và từ đó các nước láng giềng khác. Nó có thể được tìm thấy chủ yếu ở Anh, Hungary và Canada, mặc dù dân số ở Anh bị hao hụt trong đợt bùng nổ của bệnh lở mồm long móng vào năm 2001. Đây là một giống cừu kiêm dụng được sử dụng cho nhiều mục đích (thịt, len) chứ không phải như tên gọi của nó là chỉ để lấy sữa, mặc dù chúng cho nhiều sữa cừu với chất lượng tốt.

## Lịch sử giống
Các thành phần chính xác của giống cừu này này đã không bao giờ được công bố (tức là chúng được lai tạo từ những giống cừu nền tảng nào) nhưng nó được dựa trên việc phỏng đoán trong đàn gia súc hiện có của cừu Dorset Horn, cừu Leicester mặt lam (Bluefaced Leicester) và cừu Eastrip prolific giữ bởi các gia đình Alderson. Cá thể động vật khác đã được lựa chọn từ cừu Lleyn, cừu Texel, giống cừu Đông Friesia, lựa chọn tiếp theo dựa trên các biện pháp về năng suất, mà không quan tâm về tính đồng nhất về sự xuất hiện. Một loại giống tiêu chuẩn nổi lên dần dần khi quá trình pha trộn tiếp tục.
Các loài động vật được tiếp xúc với điều kiện gồ ghề ở Pennines trên ở miền bắc nước Anh để phát triển mạnh mẽ và khả năng thích ứng. Cừu Progeny thử nghiệm từ những giai đoạn đầu tiên đặt nền móng cho sự cải thiện di truyền liên tục. Ban đầu, tổng sở hữu của con cái của loài này được giữ lại bởi gia đình và chỉ cừu đực đã được bán, nhưng các nhóm phụ nữ đã được phát ra cho các nhà lai tạo khác trong năm 1981. Số lượng đàn gia cầm và động vật tăng nhanh và đã có hơn 5.000 con cừu cái giống vào giữa những năm 1980 với nhiều đàn rộng rãi ở Anh. Một cuốn sách đoàn chiên đã được công bố vào năm 1986. Như tên của giống cừu này cho thấy, nó là một giống cừu chuyển xuất sữa nhiều, và một số đàn cừu sữa lớn đã được thiết lập.
Tuy nhiên, nó là một giống cừu khỏe mạnh, có mục đích chung của cừu kiêm dụng chứ không phải là một giống cừu chuyên dụng về sữa giống. Nó được biết đến với sự sản xuất nhiều sản phẩm cực cao, và cừu đực được sử dụng để dùng làm đực giống lai hiệu suất cao. Chất lượng của thân thịt và len của nó là thêm những đặc điểm có lợi. Trong tất cả các nước bên ngoài nước Anh, cừu lấy sữa Anh được sử dụng nhiều như một giống sản xuất sữa với chất lượng hai mục đích, nhưng nó cũng được sử dụng trong hầu hết các nước như một con đực giống. ở Anh là cừu đồi Kerry và cừu giống lông dài, ở Pháp được nuôi trong dãy núi Alps và Pyrenees, ở Hy Lạp là cừu sữa cừu Chios, và Hungary trên dân số cừu Merino chiếm ưu thế. Ở Pháp đã đóng góp vào sự phát triển của các giống cừu Boulonnais.

## Đặc điểm
Nó là giống cừu sung mãn nhất của Anh. Cừu trưởng thành đạt được một số con trung bình của hơn 300 cá thể và lợi thế này mang thông qua để chiên cai sữa. Trước khi các giống cừu giải quyết đến mức mong muốn của sự sản xuất nhiều sữa phục vụ cho nhu cầu con người, một số hồ sơ đáng kể đã đạt được trong giai đoạn đầu của dự án, với việc lai bằng phương pháp sextuplets là không phổ biến và một số cá thể cừu đạt được một kỷ lục tuổi thọ của 44 con chiên trong 10 ống tinh. thử nghiệm so sánh được thực hiện bởi trường Cao đẳng Nông nghiệp Scotland trong năm 1990 cho thấy con cừu cái tạp chủng SIRED từ cừu lấy sữa Anh đạt được một mức độ năng suất cao hơn so với cừu nữa giống halfbreds SIRED bởi cừu Leicester mặt lam Bluefaced Leicester và cừu Leicester biên giới đực 11%, và cao hơn so với những SIRED 26% từ cừu Bleu du Maine và cừu Rouge de l'Ouest.
Sản lượng sữa trung bình phụ thuộc vào các tiêu chuẩn quản lý của bầy và có thể thay đổi từ 250 đến hơn 400 lít trong một chu kỳ 210 ngày, với 6% chất béo và 6% protein. Một số đàn thuần chủng tiếp tục được sử dụng để sản xuất sữa và sản xuất sữa cho người tiêu dùng bị dị ứng với sữa bò, kem, pho mát và đặc sản ở miền bắc nước Anh và Canada. Có những tuyên bố cho rằng cừu sản xuất 650 L (170 US gal) tới 900 L (240 US gal) sữa trong một chu kỳ 300 ngày với hàm lượng chất béo 5,5-9,5% nhưng những tuyên bố kiểu này chưa được kiểm chứng. Trong các thử nghiệm so sánh cho sản lượng sữa ở Hungary, sử dụng bầy cừu Merino địa phương với sản lượng sữa từ 30-50 lít cho con bú, cừu lấy sữa Anh lai chứng minh ưu thế lai bởi cừu Lacaune và cừu Awassi c đực. Chúng mang lại 90-130 lít so với 60-80 lít từ cừu lai cừ Lacaune và 80-105 lít từ cừu Awassi lai.
Cừu lấy sữa Anh là giống cừu trắng, không có sừng, sạch đầu. Cừu sản xuất 4 kg (8.8 lb) và cừu đực cho 6,5 kg (14 lb) lông cừu với một số quay từ 50 đến 54s. Chiều dài sợi lông chủ yếu là từ 12 đến 18 cm (4,7-7,1 in). Chúng có đặc điểm thân thịt tốt. Trong các thử nghiệm so sánh trong Hungary cho sản xuất thịt cừu lai SIRED bởi cừu lấy sữa Anh có chấm điểm thân thịt cao, một tỷ lệ giết người ra cao hơn so với cừu lai SIRED bởi giống cừu Ile de France, cừu Suffolk và cừu Merino cừu đực và thịt là mềm dịu nhất như đo bởi lực cắt. Cừu lấy sữa Anh là giống lớn con, cừu mạnh mẽ với một dáng vẻ tốt. Chiên đực nặng 103 kg (227 lb) và cừu cái nặng 79 kg (174 lb) trên trung bình.
Trán chúng phẳng, xương mũi lồi ra, chúng có hố nước mắt, mõm của chúng mỏng, môi hoạt động, răng cửa sắc, nhờ đó chúng có thể gặm được cỏ mọc thấp và bứt được những lá thân cây mềm mại, hợp khẩu vị trên cao để ăn. Chúng có thói quen đi kiếm ăn theo bầy đàn, tạo thành nhóm lớn trên đồng cỏ. Trong da chúng có nhiều tuyến mồ hôi và tuyến mỡ hơn dê. Bởi thế chúng bài tiết mồ hôi nhiều hơn và các cơ quan hô hấp tham gia tích cực hơn vào quá trình điều tiết nhiệt. Mô mỡ dưới da của chúng phát triển tốt hơn dê và ngược lại ở các cơ bên trong của chúng có ít tích lũy mỡ hơn dê. Chính vì vậy, thịt chúng nhiều nạc hơn thịt dê.

## Chăn nuôi
Chúng có tính bầy đàn cao nên dễ quản lý, chúng thường đi kiếm ăn theo đàn nên việc chăm sóc và quản lý rất thuận lợi. Chúng cũng là loài dễ nuôi, mau lớn, ít tốn công chăm sóc. So với chăn nuôi bò thì chúng là vật nuôi dễ tính hơn, thức ăn của chúng rất đa dạng, thức ăn của chúng là những loại không cạnh tranh với lương thực của người. Chúng là động vật có vú ăn rất nhiều cỏ. 
Hầu hết chúng gặm cỏ và ăn các loại cỏ khô khác, tránh các phần thực vật có gỗ nhiều. Chúng có chế độ hoạt động ban ngày, ăn từ sáng đến tối, thỉnh thoảng dừng lại để nghỉ ngơi và nhai lại. Đồng cỏ lý tưởng cho chúng như cỏ và cây họ Đậu. Khác với thức ăn gia súc, thức ăn chính của chúng trong mùa đông là cỏ khô.
Chúng là loài ăn tạp, có thể ăn được nhiều loại thức ăn bao gồm thức ăn thô xanh các loại như: rơm cỏ tươi, khô, rau, củ quả bầu bí các loại, phế phụ phẩm công nông nghiệp và các loại thức ăn tinh bổ sung như cám gạo ngũ cốc. Mỗi ngày chúng có thể ăn được một lượng thức ăn 15-20% thể trọng. Chúng cần một lượng thức ăn tính theo vật chất khô bằng 3,5% thể trọng. Với nhu cầu 65% vật chất khô từ thức ăn thô xanh (0,91 kg) và 35% vật chất khô từ thức ăn tinh (0,49 kg). Khi cho chúng ăn loại thức ăn thô xanh chứa 20% vật chất khô và thức ăn tinh chứa 90% vật chất khô.
Nguồn nước uống là nhu cầu cơ bản của chúng. Lượng nước cần cho chúng biến động theo mùa và loại và chất lượng thực phẩm mà chúng tiêu thụ. Khi chúng ăn nhiều trong các tháng đầu tiên và có mưa (kể cả sương, khi chúng ăn vào sáng sớm), chúng cần ít nước hơn. Khi chúng ăn nhiều cỏ khô thì chúng cần nhiều nước. Chúng cũng cần uống nước sạch, và có thể không uống nếu nước có tảo hoặc chất cặn. Trong một số khẩu phần ăn của chúng cũng bao gồm các khoáng chất, hoặc trộn với lượng ít.

## Chăm sóc
Sau khi cho phối giống 16-17 ngày mà không có biểu hiện động dục lại là có thể cừu đã có chửa, Căn cứ vào ngày phối giống để chuẩn bị đỡ đẻ cho cừu (thời gian mang thai của cừu 146-150 ngày) nhằm hạn chế cừu sơ sinh bị chết; Có thể bồi dưỡng thêm thức ăn tinh và rau cỏ non cho cừu có chửa nhưng tuyệt đối tránh thức ăn hôi mốc; Khi có dấu hiệu sắp đẻ (bầu vú căng, xuống sữa, sụt mông, âm hộ sưng to, dịch nhờn chảy ra, cào bới sàn…) nên nhốt ở chuồng riêng có lót ổ rơm và chăn dắt gần, tránh đồi dốc.
Thông thường cừu mẹ nằm đẻ nhưng cũng có trường hợp đứng đẻ, tốt nhất nên chuẩn bị đỡ đẻ cho cừu; Sau khi đẻ cừu mẹ tự liếm cho con. Tuy nhiên, vẫn phải lấy khăn sạch lau khô cho cừu con, nhất là ở miệng và mũi cho cừu con dễ thở. Lấy chỉ sạch buộc cuống rốn (cách rốn 4–5 cm), cắt cuống rốn cho cừu con và dùng cồn Iod để sát trùng; Giúp cừu con sơ sinh đứng dậy bú sữa đầu càng sớm càng tốt (vì trong sữa đầu có nhiều kháng thể tự nhiên); Đẻ xong cho cừu mẹ uống nước thoải mái (có pha đường 1% hoặc muối 0.5%).
Cừu con trong 10 ngày đầu sau khi đẻ cừu con bú sữa mẹ tự do; Từ 11-21 ngày tuổi cừu con bú mẹ 3 lần/ngày, nên tập cho cừu con ăn thêm thức ăn tinh và cỏ non, ngon; 80-90 ngày tuổi có thể cai sữa. Giai đoạn này phải có cỏ tươi non, ngon cho cừu con để kích thích bộ máy tiêu hóa phát triển (đặc biệt là dạ cỏ) và bù đắp lượng dinh dưỡng thiếu hụt do sữa mẹ cung cấp không đủ; Cừu sinh trưởng và phát triển nhanh, mạnh ở giai đoạn này.